# Бакаут

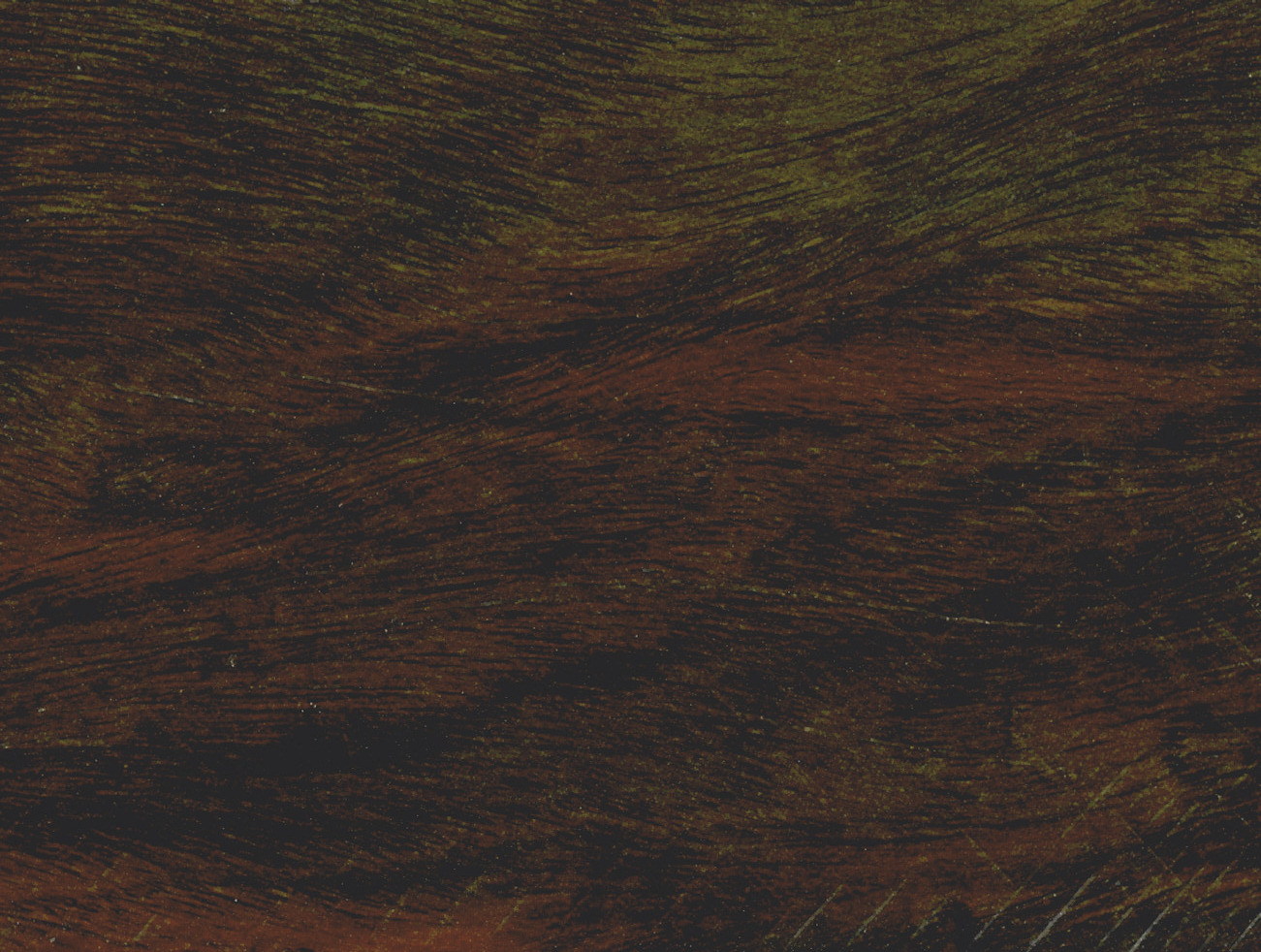
Образец ядровой древесины бакаута

Бакау́т — ценная древесина деревьев рода Guaiacum. Эта древесина использовалась раньше там, где были крайне важны её прочность, масса и твёрдость. Все виды этого рода внесены в настоящее время в Приложение II CITES как потенциально находящиеся под угрозой.
Бакаут получают главным образом из Guaiacum officinale и Guaiacum sanctum, и тот и другой — небольшие медленно растущие деревья.
В английском и других европейских языках для обозначения этой древесины часто используется словосочетание lignum vitae, что значит на латинском языке «дерево жизни» и происходит от её медицинского применения: смола дерева использовалась для лечения целого ряда болезней — от кашля до артрита; стружки можно использовать для заваривания чая. Другие названия palo santo (с исп. — «святое дерево»), greenheart (с англ. — «зелёное сердце») и железное дерево (одно из многих).

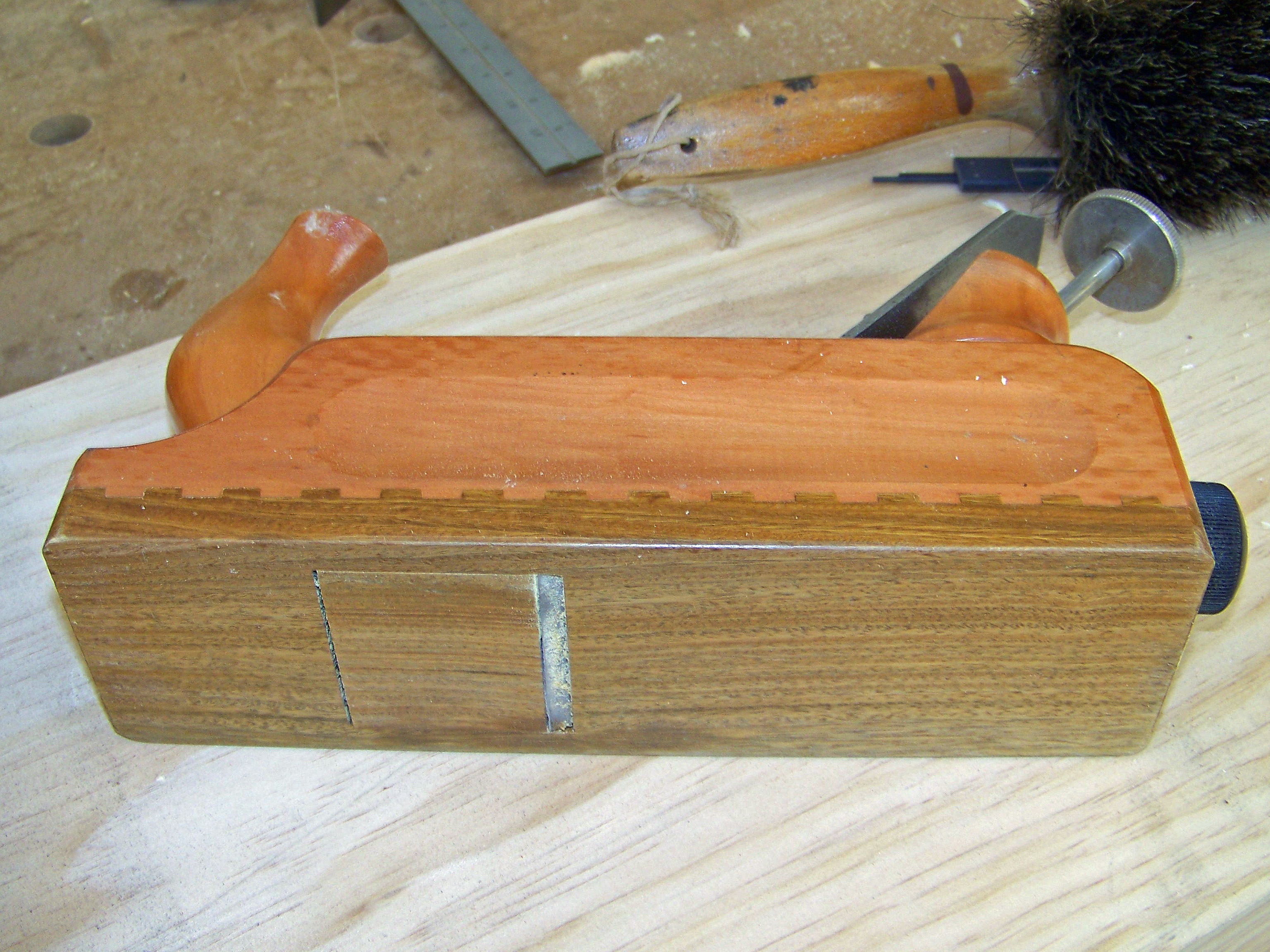
Рубанок с подошвой из бакаута и корпусом из груши

Некоторые другие виды древесины, происходящие из Юго-Восточной Азии и Австралии (например, некоторые виды родов Acacia и Eucalyptus), тоже могут называться lignum vitae. Самые известные из них — Bulnesia arborea и Bulnesia sarmientoi (из того же семейства, что и бакаут),именуемые обычно Verawood  (англ.) или lignum vitae (в Аргентине); их древесина несколько похожа по виду и свойствам на настоящий бакаут.

## Свойства
Бакаут — твёрдая, плотная и устойчивая древесина, самая тяжёлая из продаваемых на рынке, легко тонет в воде. Плотность древесины колеблется от 1,1 до 1,4 г/см³. Твёрдость бакаута по шкале Янка составляет 4500  фунтов на фут (для сравнения: гикори — 1820, красный дуб — 1290, сосна — 690, бальса  — 100). Ядровая древесина — зелёного цвета с красными и чёрными разводами, от чего и пошло английское обиходное название greenheart. В кораблестроении, при изготовлении дорогой мебели и художественных работах по дереву термин greenheart используется для обозначения зелёной сердцевины дерева Chlorocardium rodiei.

## Использование

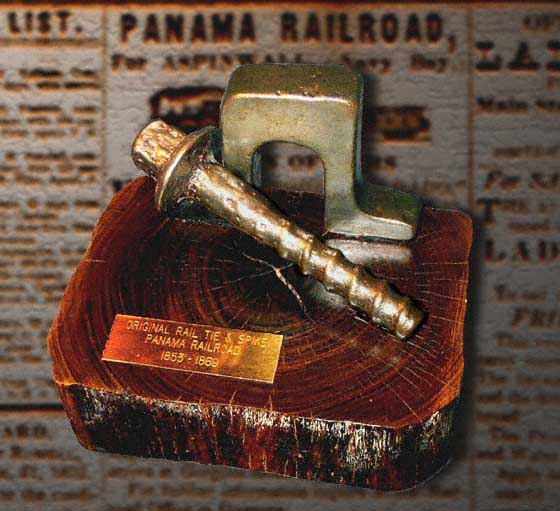
Шпала из бакаута Панамской железной дороги.

Благодаря большой массе бакаут часто использовали для производства различных изделий, где необходимо сочетание тяжести и прочности, — клюшек для крикета, шаров для кегельбана. Нередко его применяли для изготовления ступок и пестиков, а также колотушек резчиков по дереву.
До недавнего времени[когда?] из бакаута традиционно изготовлялись дубинки британских полицейских.
Из бакаута сделаны кофель-планки вдоль борта одного из старейших сохранившихся парусных судов «USS Constitution». Благодаря прочности и сильной естественной промасленности они редко требуют замены, несмотря на суровость условий при их эксплуатации в море.
Часовщик Джон Гаррисон использовал бакаут для самых нагруженных деталей своих часов, полностью изготовленных из дерева, так как эта древесина выделяет естественную смазку в виде невысыхающего масла.
По той же причине бакаут широко использовали для колёсных втулок и подшипников, например для подшипников гребных валов. Из него, по данным сайта San Francisco Maritime National Park Association, были собраны подшипники корабельного винта подводной лодки «USS Pampanito (SS-383)», принимавшей участие во Второй мировой войне. Подшипники турбин гидроэлектростанции Коновинго (Conowingo) на реке Саскуэханна в штате Мэриленд, США, также были сделаны из этой древесины.
Для конструкций одной из самых высоких отдельно стоящих деревянных христианских церквей в мире — Собора святого Георгия в Джорджтауне (столице Гайаны), построенного в 1894—1899 годах, — использовалась преимущественно древесина бакаута.
На подводных лодках проекта 636 «Варшавянка» главный вал вращается по деревянным направляющим из бакаута. Естественная смазка, выделяемая деревом, позволяет обеспечить срок службы вала в течение 20 лет.